# Thiago Maia
Thiago Maia Alencar (ur. 23 marca 1997 w Boa Viście) – brazylijski piłkarz występujący na pozycji defensywnego lub środkowego pomocnika w brazylijskim klubie Internacional. Wychowanek São Caetano, w trakcie swojej kariery grał także w takich zespołach, jak Santos oraz Lille. Młodzieżowy reprezentant Brazylii.